# Camptopoeum guichardi
Camptopoeum guichardi är en biart som beskrevs av Patiny 1999. Camptopoeum guichardi ingår i släktet Camptopoeum och familjen grävbin. Inga underarter finns listade.